# Leadbelly (película)
Leadbelly es una película de 1976 que narra la vida del cantante de música folk Huddie Ledbetter (más conocido como "Lead Belly"). Fue dirigida por Gordon Parks, y protagonizada por Roger E. Mosley en el papel principal.

## Sinopsis
Huddie Ledbetter sale de la casa de su padre con veintitantos años y llega a un burdel en Fannin' Street dirigido por Miss Eula, quien lo apoda Leadbelly y lo hace tocar en el bar. Durante un tiempo ella lo cuida hasta que llega la policía, disolviendo una fiesta. Leadbelly y un anciano escapan en un tren y Leadbelly le compra una guitarra acústica de doce cuerdas al anciano. Buscando trabajo, acepta un trabajo recogiendo algodón. Pronto se va en tren a Silver City, donde conoce a Blind Lemon y comienzan a tocar juntos.

## Reparto
- Roger E. Mosley como Huddie "Lead Belly" Ledbetter/Walter Boyd
- Paul Benjamin como Wes Ledbetter
- Madge Sinclair como Miss Eula
- Alan Manson como el guardia
- Albert Hall como Dicklicker
- Art Evans como Lemon "Blind Lemon" Jefferson
- James Brodhead como John Lomax
- John Henry Faulk como Governor Pat Neff
- Vivian Bonnell como Old Lady
- Dana Manno como Margaret Judd
- Lynn Hamilton como Sally Ledbetter
- William Wintersole como el Sheriff